# Cochemiea dioica
Cochemiea dioica, conocido comúnmente como biznaga llavina, es una especie de planta suculenta perteneciente al género Cochemiea, dentro de la familia Cactaceae. Se distribuye desde el sur de California hasta el noroeste de México y anteriormente se le conocía como Mammillaria dioica.

## Descripción

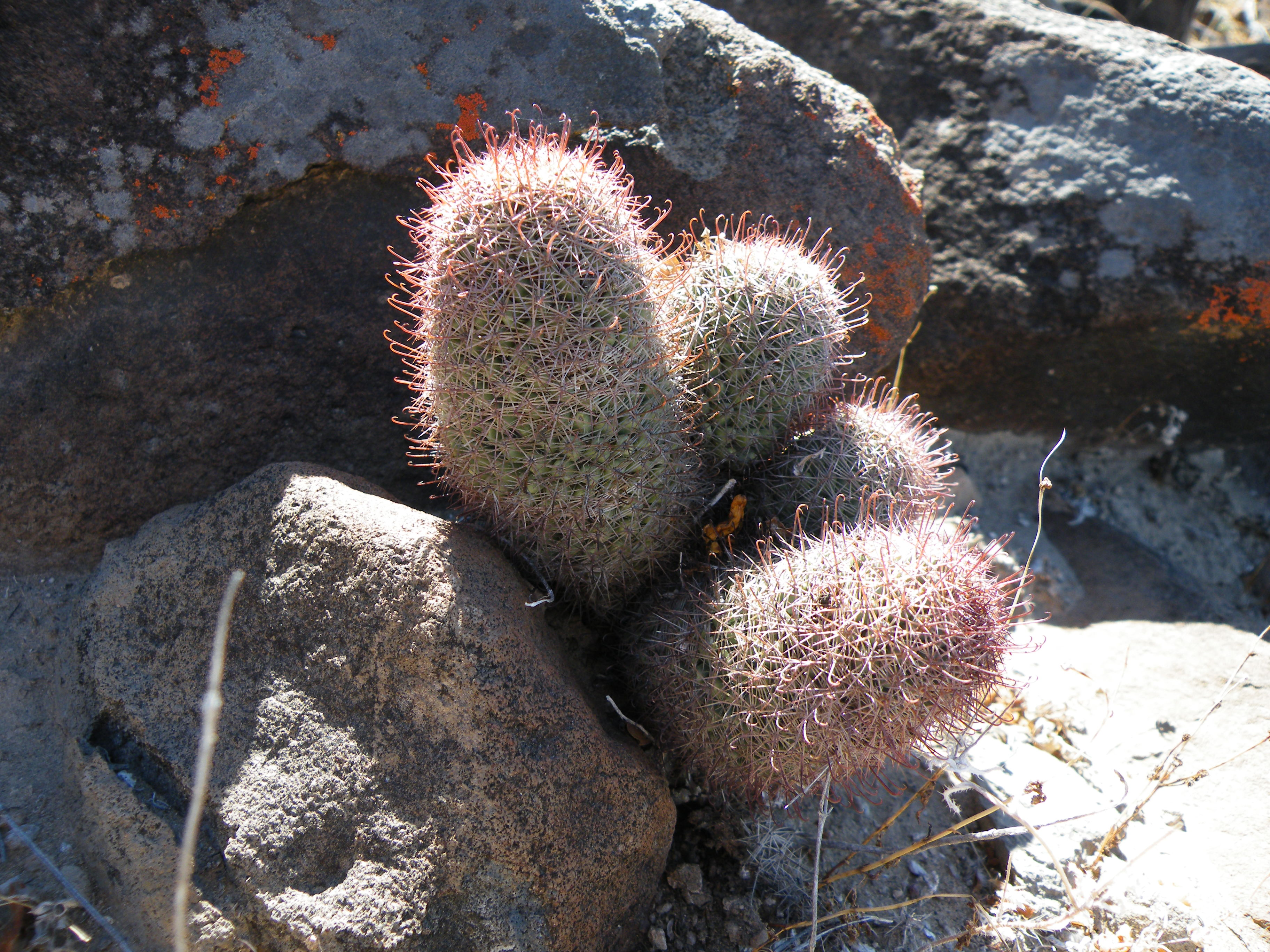
Vista de la planta

Cochemiea dioica es una especie de cactus que puede crecer tanto de forma individual como formando grupos. Los tallos son de color verde azulado y tienen los ápices redondeados. Su forma es cilíndrica y crecen hasta 33 cm de alto y de 3 a 7 cm de diámetro. 
Los tallos están cubiertos de tubérculos cortos y cilíndricos dispuestos en espiral y no producen savia lechosa (látex). Sus axilas (espacio que hay entre los tubérculos) son lanudas y poseen de 4 a 15 cerdas tan largas como los tubérculos. Sobre ellos se asientan areolas donde se distinguen de 1 a 4 espinas centrales fuertes (que también pueden faltar), de color marrón a negro parduzco, con forma de aguja y salientes. Son similares a las espinas radiales, donde la inferior tienen forma de gancho y la superior es recta ascendente, de 0,8 a 1,5 cm de largo. También hay de 11 a 22 espinas radiales en forma de aguja, rectas, blancas y de entre 0,5 y 0,7 cm de largo.
Florece en primavera y fructifica en verano.Las flores tienen forma de embudo y miden entre 1 y 3 cm de largo. Son de color blanco a blanco amarillento y a veces presentan una raya central roja. Son funcionalmente dioicas, por lo que algunas plantas tienen flores que son estrictamente femeninas, sin estambres. 

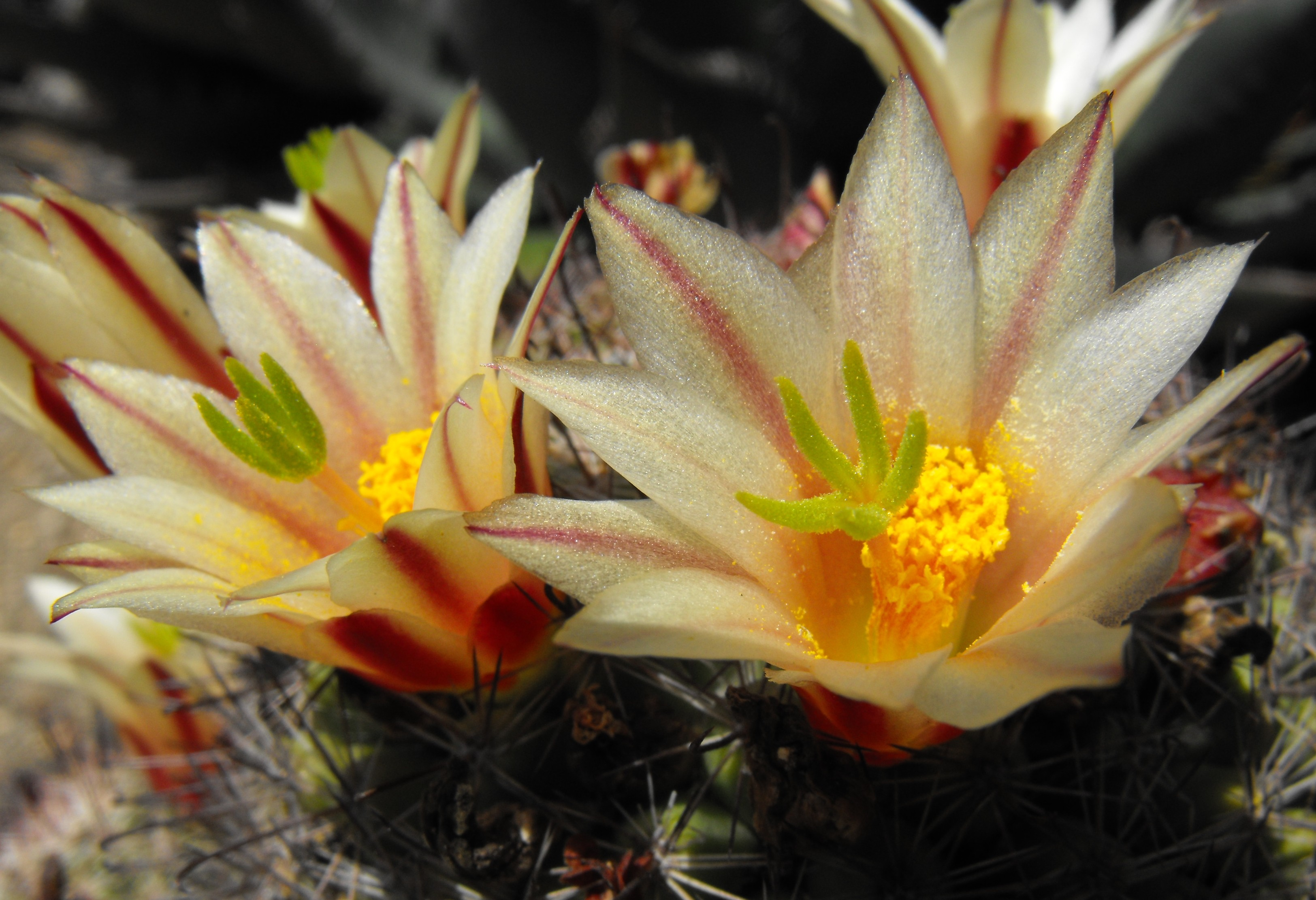
Detalle de la flor

Los frutos tienen forma de maza o de huevo y son de color rojo escarlata. En su interior contienen semillas negras. 

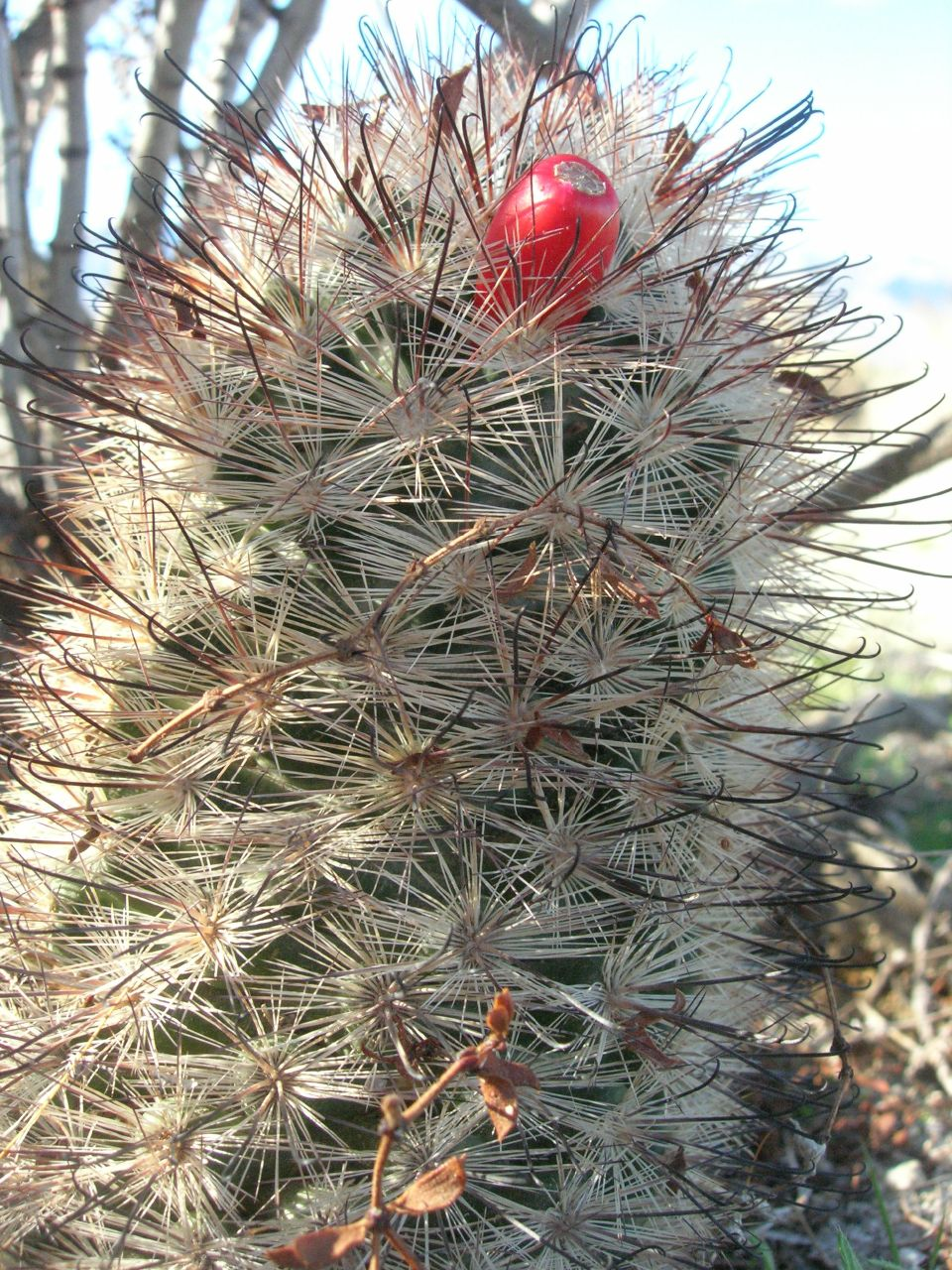
Vista de la planta

## Distribución y hábitat
El área de distribución nativa de esta especie va desde el sur de California hasta el noroeste de México y crece principalmente en biomas desérticos o de matorrales secos, a altitudes de 10 a 1,500 m s. n. m.

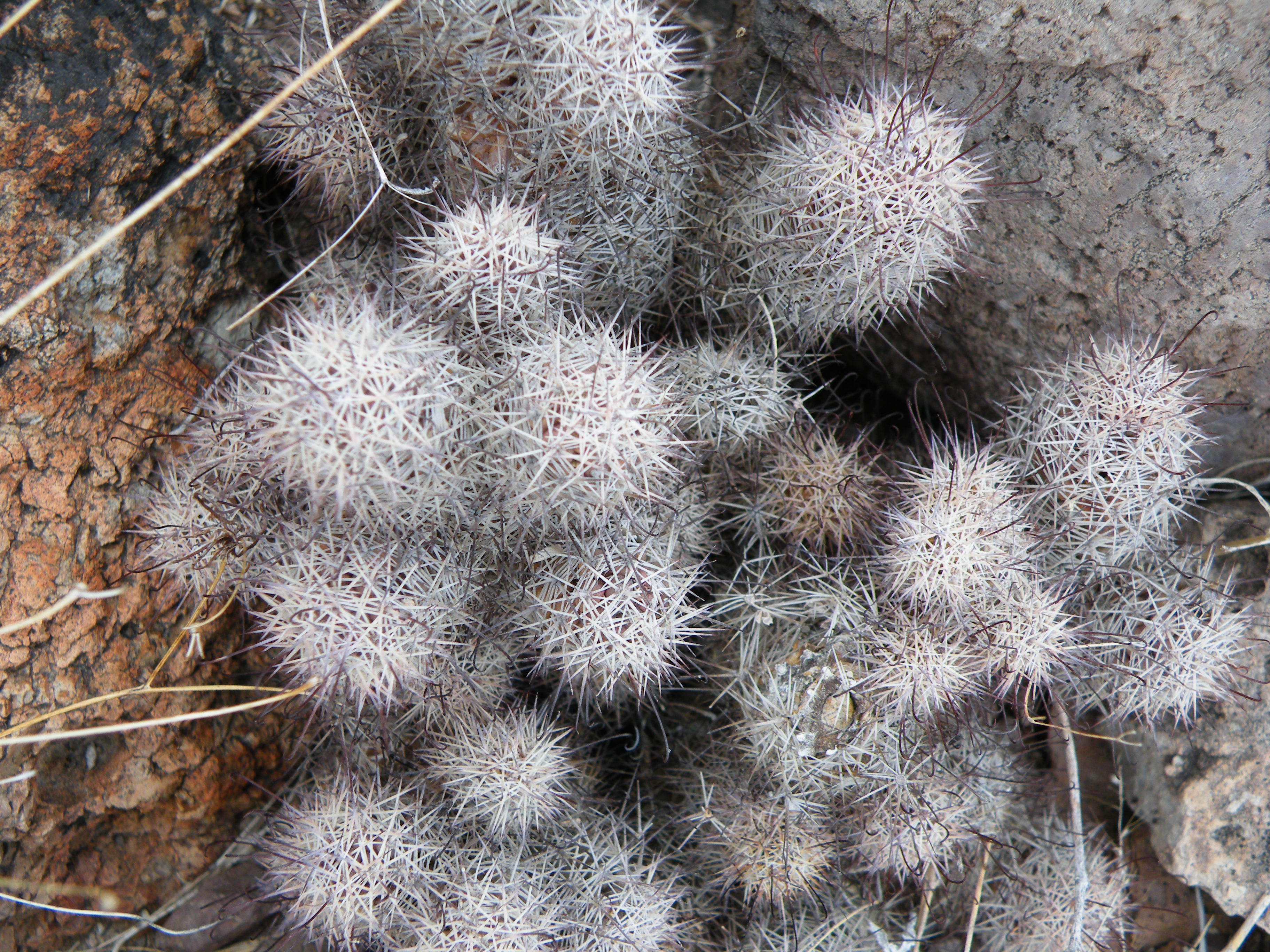
En su hábitat

## Taxonomía
La primera descripción de esta especie fue como Mammillaria dioica, publicada en 1897 por la botánica estadounidense Mary Katharine Brandegee en la revista científica Erythea 5: 115.
Posteriormente, el botánico ruso Alexander Borissovitch Doweld colocó la especie en el género Cochemiea, pasando a llamarse Cochemiea dioica y anotando estos cambios en la revista científica Tsukkulenty 3: 39 en el año 2000.
Etimología
- Cochemiea: nombre genérico que hace referencia a la tribu indígena Cochimí, que en el pasado ocupó un gran territorio de Baja California y cuya área es parte del área de distribución natural de este género.
- dioica: epíteto específico latino que significa que los "dos sexos están separados", es decir, hay plantas que producen flores masculinas y plantas que producen flores femeninas, un rasgo inusual en las cactáceas.[7]

Sinonimia
- Chilita dioica (K.Brandegee) Buxb. (1954)
- Chilita fordii (Orcutt) Orcutt (1926)
- Ebnerella dioica (K.Brandegee) Buxb. (1951)
- Mammillaria dioica K.Brandegee (1897)
- Mammillaria dioica f. incerta (Parish) Neutel. (1986)
- Mammillaria dioica var. incerta (Parish) Munz (1958)
- Mammillaria fordii Orcutt (1903)
- Mammillaria goodrichii Engelm. (1897)
- Mammillaria incerta Parish (1936)
- Mammillaria psendofuscata Quehl (1914)
- Neomammillaria dioica (K.Brandegee) Britton & Rose (1923)

## Estado de conservación
En la Lista Roja de Especies Amenazadas de la UICN, la especie está clasificada como de “Preocupación Menor (LC)”.

## Usos
Se cultiva principalmente como planta ornamental y su propagación se realiza a través de esquejes o semillas. Requiere de un sustrato mineral rico en arena y con buen drenaje.
Además, el pueblo indígena de Kumeyaay, se come los frutos crudos como fuente de alimento. 

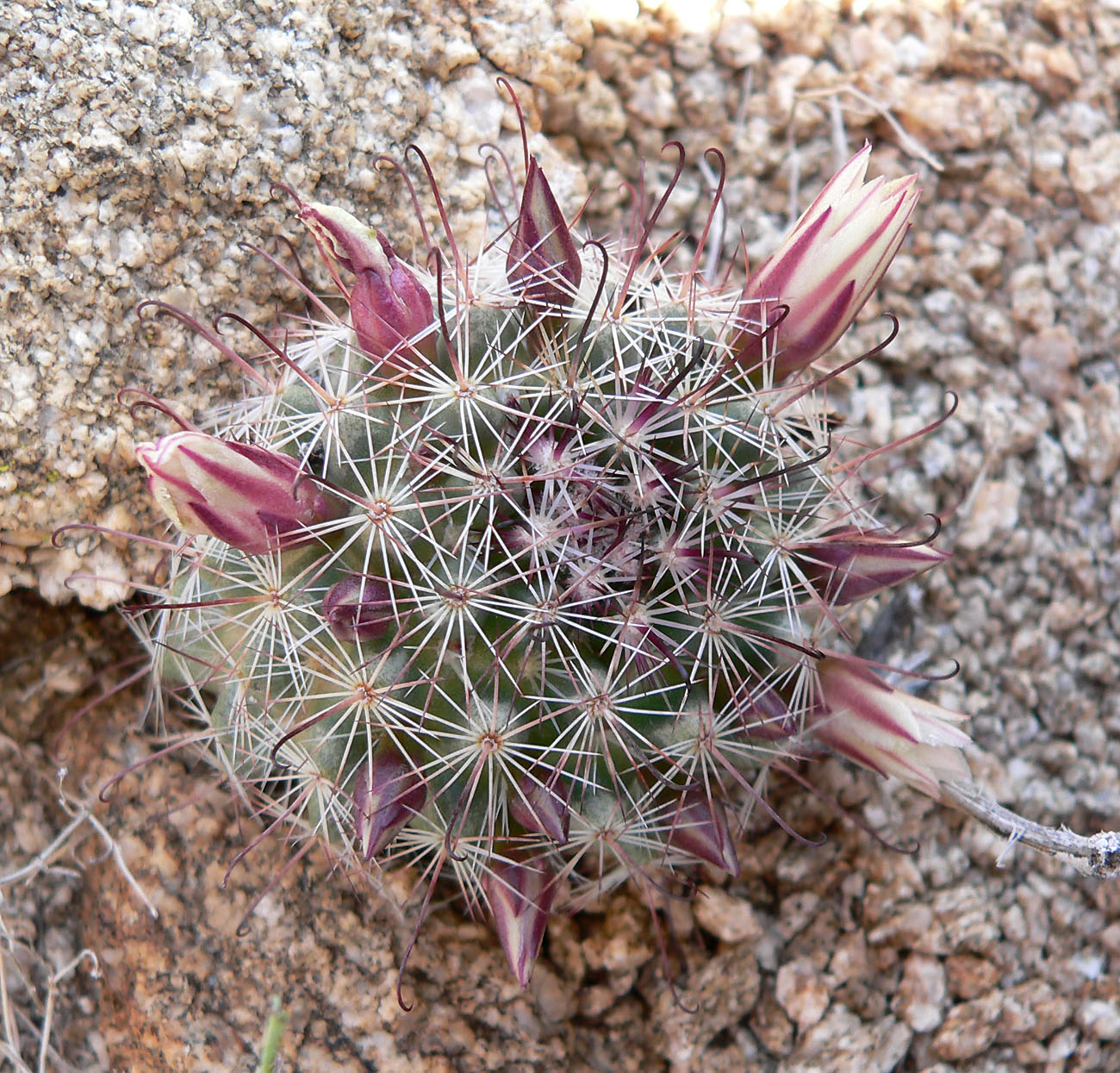
En su hábitat